# Opius heteropterus
Opius heteropterus är en stekelart som beskrevs av Fischer 1971. Opius heteropterus ingår i släktet Opius och familjen bracksteklar. Inga underarter finns listade i Catalogue of Life.